# Río de Castor
Río de Castor este o arie protejată (arie specială de conservare — SAC, sit de importanță comunitară — SCI) din Spania întinsă pe o suprafață de 23,31 ha, integral pe uscat.

## Localizare
Centrul sitului Río de Castor este situat la coordonatele 36°27′45″N 5°06′21″W / 36.4624°N 5.1058°V.

## Înființare
Situl Río de Castor a fost declarat sit de importanță comunitară în decembrie 2000 pentru a proteja 1 specie de plante și 6 specii de animale. Situl a fost protejat și ca arie specială de conservare în ianuarie 2015.

## Biodiversitate
Situată în ecoregiunea mediteraneană, aria protejată conține 5 habitate naturale: Dehesas cu Quercus spp. perene, Păduri de pin mediteraneene cu pini mezogeni endemici, Păduri de Quercus suber, Pseudostepă cu ierburi și specii anuale de Thero-Brachypodietea, Tufărișuri termo-mediteraneene și de pre-deșert.
La baza desemnării sitului se află mai multe specii protejate:
- plante (1): Galium viridiflorum
- păsări (2): pescăruș albastru (Alcedo atthis), stârc de noapte (Nycticorax nycticorax)
- mamifere (1): vidră de râu (Lutra lutra)
- nevertebrate (1): Gomphus graslinii
- pești (1): Pseudochondrostoma willkommii
- reptile (1): Mauremys leprosa

Pe lângă speciile protejate, pe teritoriul sitului au mai fost identificate 8 specii de plante.